# TE Connectivity
TE Connectivity — швейцарская компания, производитель комплектующих для различных отраслей промышленности, включая разъёмы, провода и кабели, изоляционные материалы, датчики, реле и антенны. TE Connectivity была выделена из промышленного конгломерату Tyco International в 2007 году, основной предшественник — компания AMP Inc. Штаб-квартира находится в Штайнхаузене (Швейцария), основной операционный центр — в Бервине (Пенсильвания, США)

## История
Компанию AMP (первоначально Aircraft Marine Products) основал Ункас Уитакер (Uncas A. Whitaker) в Пенсильвании в 1941 году. Компания занималась производством зажимов для проводов для авиационной и судостроительной отраслей промышленности. В 1950-х годах ассортимент продукции был расширен различными типами разъёмов и пассивными компонентами, также были открыты филиалы в Австралии, Великобритании, Нидерландах, Японии, Италии и ФРГ. Вполоть до конца 1980-х годов компания росла только за счёт открытия новых заводов в США, Европе и Азии. В 1990-х годах стратегия развития изменилась, был поглощён ряд компаний, что позволило выйти на рынки волоконно-оптических разъёмов, электрических подсистем, беспроводного телекоммуникационного оборудования, различных типов кабелей.
В 1999 году AMP Inc. стала одним из многочисленных приобретений конгломерата Tyco International, который заплатил за неё 11,3 млрд долларов. AMP была включена в состав подразделения электроники, куда также входили такие компании, как Elo TouchSystems, M/A-COM, Potter & Brumfield и Raychem Corporation. В 2002—2004 году Tyco оказался в центре скандала в связи с растратой средств высшим руководством и искажением финансовой отчётности. Так и не сумев восстановить свою репутацию и финансовое положение, конгломерат в 2007 году распался на три независимые компании: Covidien (бывшее подразделение Tyco Healthcare, одноразовые медицинское материалы и оборудование), Tyco Electronics (подразделение электроники) и Tyco International (бывшие подразделения Tyco Fire & Security и Tyco Engineered Products & Services, противопожарное и инженерное оборудование).
В 2010 году за 1,25 млрд долларов Tyco Electronics купила производителя сетевого оборудования ADC Telecommunications. В 2011 году Tyco Electronics сменила название на TE Connectivity. В июне 2015 года бизнес по производству сетевого оборудования был продан за 3 млрд долларов американской компании CommScope; это направление деятельности приносило 1,9 млрд долларов в год и включало производство волоконно-оптических кабелей и сетевых шлюзов.

## Собственники и руководство
Акции компании котируются на Нью-Йоркской фондовой бирже. Основными акционерами являются институциональные инвесторы: The Vanguard Group (8,86 % акций по состоянию на 2023 год), Capital Research & Management Co. (7,67 %), Dodge & Cox (4,26 %), T. Rowe Price Associates (1,87 %), Geode Capital Management (1,65 %), Norges Bank Investment Management (1,64 %).
- Томас Линч (Thomas J. Lynch) — председатель совета директоров с 2013 года, член совета с 2007 года, в Tyco с 2004 года; ранее был вице-президентом Motorola.
- Терренс Кёртин (Terrence R. Curtin) — генеральный директор (CEO) с марта 2017 года, до прихода в Tyco в начале 2000-х годов работал в аудиторской фирме Arthur Andersen. Также член совета директоров DuPont[9].

## Деятельность
Выручка за 2022/23 финансовый год составила 16,03 млрд долларов, её распределение по регионам: Европа, Ближний Восток и Африка — 39 %, Азиатско-Тихоокеанский регион — 32 %, Америка — 29 %. Крупнейшими рынками для компании были Швейцария ($4,11 млрд), США ($4,11 млрд) и Китай ($3,18 млрд). Производственные мощности насчитывали 104 предприятия в 25 странах мира.
Подразделения по состоянию на 2023 год:
- Transportation Solutions — комплектующие для автомобильной промышленности, включая электрические соединители (разъёмы), проводку, датчики, реле, антенны, 60 % выручки;
- Industrial Solutions — комплектующие для промышленности, включая разъёмы, датчики, термоусаживаемые трубки, электронные компоненты и медицинское оборудование, 28 % выручки;
- Communications Solutions — комплектующие для телекоммуникационной и бытовой техники, включая разъёмы, термоусаживаемые трубки, реле и антенны, 12 % выручки.

В списке крупнейших публичных компаний мира Forbes Global 2000 за 2023 год TE Connectivity заняла 571-е место.